# Coptops marmorea
Coptops marmorea är en skalbaggsart som beskrevs av Stefan von Breuning 1939. Coptops marmorea ingår i släktet Coptops och familjen långhorningar.
Artens utbredningsområde är Filippinerna. Inga underarter finns listade i Catalogue of Life.